# Limaciniopsis
Limaciniopsis är ett släkte av svampar. Limaciniopsis ingår i ordningen Capnodiales, klassen Dothideomycetes, divisionen sporsäcksvampar och riket svampar.
|               | Antennulariellaceae                        |
|               |                                            |
|               | Asterinaceae                               |
|               |                                            |
|               | Capnodiaceae                               |
|               |                                            |
|               | Davidiellaceae                             |
|               |                                            |
|               | Euantennariaceae                           |
|               |                                            |
|               | Metacapnodiaceae                           |
|               |                                            |
|               | Micropeltidaceae                           |
|               |                                            |
|               | Mycosphaerellaceae                         |
|               |                                            |
|               | Piedraiaceae                               |
|               |                                            |
|               | Schizothyriaceae                           |
|               |                                            |
|               | Teratosphaeriaceae                         |
|               |                                            |
|               | Scirrhia                                   |
|               |                                            |
|               | Baudoinia                                  |
|               |                                            |
|               | Friedmanniomyces                           |
|               |                                            |
|               | Phaeotheca                                 |
|               |                                            |
|               | Hyphospora                                 |
|               |                                            |
|               | Micropustulomyces                          |
|               |                                            |
|               | Cystocoleus                                |
|               |                                            |
|               | Heptaster                                  |
|               |                                            |
| Limaciniopsis | \| \| Limaciniopsis rollandiae \| \| \| \| |
|               | \| \| Limaciniopsis rollandiae \| \| \| \| |
|               | Capnobotryella                             |
|               |                                            |
|               | Capnocheirides                             |
|               |                                            |
|               | Pseudotaeniolina                           |
|               |                                            |
|               | Xenomeris                                  |
|               |                                            |
|               | Monographos                                |
|               |                                            |
|               | Comminutispora                             |
|               |                                            |
|               | Toxicocladosporium                         |
|               |                                            |
|               | Rachicladosporium                          |
|               |                                            |
|               | Verrucocladosporium                        |
|               |                                            |
|               | Pseudovirgaria                             |
|               |                                            |
|               | Recurvomyces                               |
|               |                                            |
|               | Elasticomyces                              |
|               |                                            |
|               | Sporidesmajora                             |
|               |                                            |
|               | Hispidoconidioma                           |
|               |                                            |
|               | Limaciniopsis rollandiae                   |
|               |                                            |

|  | Limaciniopsis rollandiae |
|  |                          |